# Sergio Almaguer
Sergio Almaguer Treviño (né le 17 mai 1969 à Monterrey au Mexique) est un footballeur international mexicain, qui évoluait au poste de défenseur, avant de devenir entraîneur.

## Biographie

### Carrière de joueur

#### Carrière en club
Avec le Club Necaxa, il remporte Coupe des champions de la CONCACAF en 1999.

#### Carrière en sélection
Avec l'équipe du Mexique, il joue 17 matchs (pour aucun but inscrit) entre 1991 et 2000. 
Il figure dans le groupe des sélectionnés lors de la Gold Cup de 2000, où le Mexique atteint le stade des quarts de finale. Il participe également à la Copa América de 1999, où son équipe se classe troisième.
Il joue enfin un match face à l'équipe de Trinité-et-Tobago comptant pour les éliminatoires de la coupe du monde 2002.

### Carrière d'entraîneur
Il dirige la sélection mexicaine des moins de 20 ans depuis l'année 2010.

## Palmarès
| Club Necaxa - Championnat du Mexique (1) : - Champion : 1998 (Invierno). - Coupe des champions (1) : - Vainqueur : 1999. |  | Puebla - Championnat du Mexique (1) : - Champion : 1989-90. - Coupe du Mexique (1) : - Vainqueur : 1989-90. |  | Tigres UANL - Coupe du Mexique (1) : - Vainqueur : 1995-96. |